# Piscu (okręg Gałacz)
Piscu – wieś w Rumunii, w okręgu Gałacz, w gminie Piscu. W 2011 roku liczyła 4359 mieszkańców.